# マーリー 世界一おバカな犬が教えてくれたこと
『マーリー 世界一おバカな犬が教えてくれたこと』（Marley & Me）は、ジョン・グローガンのエッセイ、及びそれを原作としたアメリカ映画。
アメリカでは2005年10月に出版され、200万部を超えるベストセラーとなった。日本では2006年10月に早川書房より出版。
映画の続編として『マーリー2　世界一おバカな犬のはじまりの物語』が制作された。

## あらすじ
新婚のジョンとジェニーは子育ての予行演習としてラブラドール・レトリバーの子犬を飼い、マーリーと名付けた。名犬として育て始めるが、マーリーは数々の騒動を引き起こすおバカな犬になってしまった・・・

## 映画

### キャスト
- ジョン・グローガン：オーウェン・ウィルソン（日本語吹き替え：森川智之）
- ジェニー・グローガン：ジェニファー・アニストン（深見梨加）
- セバスチャン・タンニー：エリック・デイン（白熊寛嗣）
- アーニー・クライン：アラン・アーキン（佐々木敏）
- コーンブラット：キャスリーン・ターナー（磯辺万沙子）
- デビー：ヘイリー・ハドソン
- リサ：ヘイリー・ベネット
- 10歳の頃のパトリック・グローガン：ネイサン・ギャンブル
- 7歳の頃のパトリック・グローガン：ブライス・ロビンソン
- 8歳の頃のコナー・グローガン：フィンリー・ジェイコブセン
- コリーン・グローガン：ルーシー・メリアム
- クラーク・ピータース
- トム・アーウィン
- アレック・マパ
- サンディ・マーティン
- ジョイス・ヴァン・パタン

### スタッフ
- 監督：デヴィッド・フランケル
- 製作：カレン・ローゼンフェルト、ギル・ネッター
- 製作総指揮：アーノン・ミルチャン、ジョセフ・M・カラッシオロ・Jr
- 脚本：スコット・フランク、ドン・ルース
- 撮影：フロリアン・バルハウス
- プロダクションデザイン：スチュアート・ワーツェル
- 衣装デザイン：シンディ・エヴァンス
- 編集：マーク・リヴォルシー
- 音楽：セオドア・シャピロ

### 製作の背景
22匹の犬がマーリー役を務めた。撮影はマイアミ、ハリウッド、およびアイルランドで行われた。

### 興行収入
アメリカでは、アダム・サンドラー主演の『ベッドタイム・ストーリー』やブラッド・ピット主演の『ベンジャミン・バトン 数奇な人生』、トム・クルーズ主演の『ワルキューレ』などと同日公開だったが、3700万ドル（約33億円）を記録して初登場1位となった。公開二週目で1億ドルを突破。

## テレビドラマ
2014年、映画の続編のテレビパイロット版がNBCネットワークで制作されることが発表されたが、その後続報はない。テレビパイロット版はマーリーの子犬時代の物語となっており、監督とプロデュースは映画版も手掛けたデヴィッド・フランケル、脚本はジェニー・ビックスが担当する予定であった。